# Lijst van beelden in Wijdemeren
Dit is een (onvolledige) chronologische lijst van beelden in Wijdemeren. Onder een beeld wordt hier verstaan elk driedimensionaal kunstwerk in de openbare ruimte van de Nederlandse gemeente Wijdemeren, waarbij beeld wordt gebruikt als verzamelbegrip voor sculpturen, standbeelden, installaties, gedenktekens en overige beeldhouwwerken.
Voor een volledig overzicht van de beschikbare afbeeldingen zie: Beelden in Wijdemeren op Wikimedia Commons.

## Wijdemeren
| Geplaatst         | Omschrijving                               | Kunstenaar             | Straat                                                  | Plaats              | Materiaal | Afbeelding |
| ----------------- | ------------------------------------------ | ---------------------- | ------------------------------------------------------- | ------------------- | --- | ---------- |
| 1939              | Burgemeester van Harinxma Thoe Slootenbank | Frits Eschauzier       | Leeuwenlaan                                             | 's-Graveland        | |            |
| 1946              | Oorlogsmonument Loosdrecht                 | Paul Grégoire          | Molenmeent /Nw-Loosdrechtsedijk                         | Nieuw-Loosdrecht    | |            |
| 1970              | De Dobber                                  | Pieter C.J. van Velzen | Walderveen Zwembad                                      | Nieuw-Loosdrecht    | |            |
| 1976              | Sint Jozef met drie kinderen               | St. Joris Beesel       | Dammerweg 7 (school)                                    | Nederhorst den Berg | |            |
| 1976              | Meisje met ganzen                          | Tineke Bot             | Winkelcentrum Meenthof                                  | Kortenhoef          | Metalen brons gepatineerd |            |
| 1977              | Veulen                                     | Gabriël Sterk          | Frans Halslaan                                          | Nieuw-Loosdrecht    | |            |
| 1980              | De Baggeraar                               | Ton Sondaar            | Voorstraat                                              | Nederhorst den Berg | |            |
| ca. 1980          | Uitdaging                                  | Vera de Haas           | Jacob van Ruysdaelstraat                                | Nederhorst den Berg | |            |
| 1981              | Schildpad                                  | Taeke Friso de Jong    | IKC-WereldWijs, Laan van Eikenrode, Nieuw-Loosdrecht    | Nieuw-Loosdrecht    | Schildpadbeeld: brons; voetplaat: beton en keien, eveneens ontworpen door Taeke Friso de Jong |            |
| 1981 (?)          | De Bleeker                                 | Fred Tuijnman          | Nieuwe Dammerweg 18                                     | Nederhorst den Berg | |            |
| 1989              | 't Onderonsje                              | Hetty Noorman          | Bleekveld 1 (school)                                    | Oud-Loosdrecht      | |            |
| ca. 1993          | De Fuik                                    | Margot Zanstra         | Zuidsingel 54, bij sporthal De Fuik                     | Kortenhoef          | metaal |            |
| 1995              | Grafmonument van kunstenaar Flip Hamers    | Michiel van Pinxteren  | Kortenhoefsedijk 168, N.H. begraafplaats                | Kortenhoef          | |            |
| 1995              | Gedenksteen monument 1940-1945             | onbekend               | Kerkstraat (tussen nummer 28 en 34)                     | Nederhorst den Berg | Gedenksteen (zwerfkei) met twee bronzen platen. De inscriptie van de linker bronzen plaat luidt: Vrede vrijheid, vedraagzaamheid. De inscriptie op de rechter bronzen plaat luidt: Voor slachtoffers van geweld |            |
| 2001 ?            | Jongen en meisje met boek                  |                        | Laan van Eikenrode 51 (school)                          | Nieuw-Loosdrecht    | |            |
| 2025              | Gedeeld verleden                           | Joost Zwagerman        | begraafplaats De Rading                                 | Nieuw-Loosdrecht    | staal |            |
|                   | Toekomst                                   | Pieter Pel             | Meerhoekweg                                             | Nederhorst den Berg | Metalen messing onbehandeld |            |
|                   | Het Boek                                   | Cyril Lixenberg        | Tjalk 41                                                | Nieuw-Loosdrecht    | Twee grote metalen panelen geschilderd in geel en blauw |            |
|                   | Naar School                                | Hetty Noorman          | Lindelaan 54                                            | Nieuw-Loosdrecht    | Metalen brons gepatineerd |            |
|                   | Koningin Wilhelmina                        | Peter de Leeuwe        | Wilhelminahof                                           | Kortenhoef          | Metalen brons onbewerkt |            |
|                   | Een kern van Leven                         | Michiel van Pinxteren  | Zuidsingel (plantsoen tussen Bruinjoost en Zoete inval) | Kortenhoef          | Steen hardsteen gezoet |            |
|                   | Tuinbeeld, in de volksmond: De Koe         | Pieter C.J. van Velzen | Rading 1                                                | Nieuw-Loosdrecht    | 2003 (restauratie) |            |
| 13 september 2019 | Vliegtuigmonument                          | Joost Zwagerman        | Horstermeerpolder                                       | Nederhorst den Berg | 2019 |            |
|                   |                                            |                        |                                                         |                     | |            |